# Metasia corsicalis
Metasia corsicalis là một loài bướm đêm trong họ Crambidae.